# Rebecca Petch
Rebecca Petch, née le 9 juillet 1998 à Te Awamutu est une coureuse cycliste néo-zélandaise, spécialiste du BMX et de la piste.

## Biographie
Originaire de Te Awamutu, Rebecca Petch commence à faire du BMX à l'âge de 3 ans. Aux championnats du monde de BMX, elle termine 15e à Rock Hill en 2017, 11e à Bakou en 2018 et 25e à Heusden-Zolder en 2019.
Le 17 juin 2021, elle sélectionnée par la Fédération néo-zélandaise en tant que seule coureuse de BMX pour les Jeux d'été de Tokyo 2020, où elle est éliminée en demi-finales.
Après les Jeux olympiques de Tokyo (organisés durant l'été 2021), elle s'oriente vers les compétitions de vitesse sur piste, alors qu'elle n'a jamais couru sur un vélodrome. Dès 2022, elle décroche des médailles d'or en vitesse par équipes aux Jeux du Commonwealth, aux championnats d'Océanie et aux championnats de Nouvelle-Zélande. En septembre 2022, elle décide de se concentrer uniquement sur la piste.

## Palmarès en BMX

### Jeux olympiques
- Tokyo 2020
  - Éliminée en 1/2 finales du BMX

### Coupe du monde
- 2017 : 20e du classement général
- 2018 : 21e du classement général
- 2019 : 30e du classement général
- 2020 : 11e du classement général

### Championnats d'Océanie
- 2015
  -  Médaillée d'argent du BMX juniors
- 2016
  -  Médaillée d'argent du BMX juniors
- 2017
  -  Médaillée d'argent du BMX
- 2018
  -  Médaillée d'argent du BMX
- 2019
  -  Médaillée de bronze du BMX
- 2022
  -  Championne d'Océanie de BMX

### Coupe d'Europe
- 2019 : vainqueur d'une manche

## Palmarès sur piste

### Jeux olympiques
- Paris 2024
  -  Médaillée d'argent de la vitesse par équipes
  - 12e du keirin

### Coupe des nations
- 2024
  - 3e de la vitesse par équipes à Adélaïde

### Jeux du Commonwealth
| Édition / Épreuve | 500 mètres | Vitesse par équipes |
| Birmingham 2022   | 4e         | Or                  |

### Championnats d'Océanie
| Édition / Épreuve | 500 mètres | Vitesse par équipes |
| Brisbane 2022     | Argent     | Or                  |
| Brisbane 2023     | Argent     | Argent              |
| Cambridge 2024    |            | Argent              |

### Championnats de Nouvelle-Zélande
- Championne de Nouvelle-Zélande du 500 mètres en 2022
- Championne de Nouvelle-Zélande de vitesse par équipes en 2022 et 2024
- Championne de Nouvelle-Zélande du keirin en 2024